# Jean-Pierre Beltoise
Jean-Pierre Maurice Georges Beltoise (ur. 26 kwietnia 1937 w Boulogne-Billancourt, zm. 5 stycznia 2015 w Dakarze) – francuski kierowca motocyklowy i wyścigowy.

## Kariera
Syn rzeźnika swoją karierę rozpoczął jako motocyklista. W latach 1962–1964 startował w Mistrzostwach Świata; jego najlepszym wynikiem było szóste miejsce w klasyfikacji generalnej sezonu 1964 w klasie 50 cm³. Równocześnie pracował jako mechanik w zespole samochodów sportowych René Bonneta. W 1963 roku otrzymał szansę debiutu w jednym z prototypów Bonneta, jednak jego dalsza kariera stanęła pod znakiem zapytania po poważnym wypadku podczas wyścigu 12 Godzin Reims na torze Reims w 1964 roku. Beltoise doznał złamania ręki w łokciu; skutki tego urazu odczuwa do dziś.
Wobec kontuzji ręki kariera motocyklowa Beltoise'a została zakończona, zatem skoncentrował się on na samochodach. W tym czasie zespół Bonneta został wchłonięty przez koncern Matra, więc Francuz reprezentował już nowe barwy. W 1965 roku startował we francuskiej Formule 3, a rok później przeniósł się do Formuły 2.
W Formule 1 zadebiutował podczas Grand Prix Niemiec 1966, gdzie organizatorzy tradycyjnie dopuszczali bolidy F2 do wyścigu. Prowadząc dwunastocylindrową Matrę zajął ósme miejsce, najwyższe spośród kierowców Formuły 2.
W 1968 roku zdobył tytuł Mistrza Europy Formuły 2, wygrywając pięć z dziewięciu wyścigów i wyprzedzając w klasyfikacji generalnej drugiego fabrycznego kierowcę Matry, Henri Pescarolo o 17 punktów. Jednocześnie awansował do zespołu Matry w Formule 1 jako partner Jackie Stewarta. Swój najlepszy wynik w tym okresie – drugie miejsce – zajął w Grand Prix Francji 1969. Rok później, na tym samym torze miał szansę na zwycięstwo, lecz będąc na prowadzeniu przebił oponę, a trzy okrążenia przed metą wycofał się po awarii układu paliwowego.
Obok Formuły 1 kontynuował starty w samochodach sportowych. W styczniu 1971 roku, podczas wyścigu 1000 km Buenos Aires, spowodował wypadek w którym zginął Ignazio Giunti. W Matrze Francuza zabrakło wówczas paliwa, a próba dopchnięcia samochodu do boksów zakończyła się kolizją z nadjeżdżającym Ferrari Giuntiego. Po tym zdarzeniu licencja startowa Beltoise'a została zawieszona na kilka miesięcy.
W 1972 roku przeszedł do zespołu BRM, gdzie zanotował swoje największe sukcesy w Formule 1. W maju tego roku wygrał Grand Prix Monako, rozgrywane w strugach ulewnego deszczu. Było to jedyne zwycięstwo Francuza w Mistrzostwach Świata i jednocześnie ostatnie zespołu BRM. Później wygrał jeszcze niezaliczany do punktacji wyścig John Player Victory Race na torze Brands Hatch.
W ekipie BRM startował do sezonu 1974, po którym zakończył karierę w F1. Został kierowcą testowym nowo powstałego zespołu Ligier, natomiast w 1976 roku rozpoczął karierę w klasie samochodów turystycznych. W barwach BMW dwukrotnie zdobył Mistrzostwo Francji (1976, 1977); później przeniósł się do zespołu Peugeota, gdzie startował do połowy lat 80. Równocześnie startował w bardzo popularnych we Francji wyścigach na lodzie.
Jego żoną był siostra François Ceverta, Jacqueline, z którą miał dwóch synów, Juliena i Antoine'a. Są oni również kierowcami wyścigowymi. Jean-Pierre Beltoise był też właścicielem toru kartingowego w Paryżu.
W 2008 roku zaangażował się w projekt przeniesienia Grand Prix Francji Formuły 1 do Sarcelles na północnych obrzeżach Paryża.